# Дюплекс (фільм, 2015)
Дюплекс (Дуплекс) — це нігерійський фільм у жанрі трилера про надприродні явища, який зняли в 2015 року Емма Ісікаку та режисер Ікечуку Ониєка.

## Сюжет
В головних ролях знялися Омоні Оболі, Майк Езуруной, Уру Еке та Ентоні Монжаро.
В центрі сюжету фільму показано життя Емека (Майк Езуруной), який  знаходиться «на краю життя, як він б'ється, не тільки, щоб врятувати свою дружину, Адаку (Омоні Оболі) та їх ще не народжену дитину, а також його інвестиції, що складають ₦120 мільйонів, опинившись випадково, на кладовищі, знане як дуплекс»..

## В ролях
- Омоні Оболі як Адаку
- Майк Езуруной як Емека
- Уру Еке як Дора
- Ентоні Монжаро як Джонс
- Ayo Умох як Акпан
- Морін Окпоко як провидець

## Реліз
Офіційний трейлер Дуплекс вийшов в Інтернеті в липні 2014 року. Прем'єра фільму відбулась в деяких кінотеатрах 6 березня 2015 року.

## Критика
Амарачуку Івуала з 360 Nobs аналізуючи фільм, заявив: «Насправді, нічого найкращого в світі не може зробити фільм, чий сюжет та фабула не мають достатньої глибини, як ми бачимо в» Дуплексі «. Швидше за все, новоспечені роботу буде тягнути їх до свого рівня. Деякі кінематографісти повинні зробити свідоме зусилля, щоб розважити, а не покарати своїх глядачів тривіальними фільмами».